# 中木康夫
中木 康夫（なかき やすお、1923年 - ）は、西洋史・政治学者、名古屋大学名誉教授。

## 経歴
静岡県浜松市生まれ。1948年東京大学経済学部卒。大塚久雄に師事。同大学院をへて名古屋大学助教授、教授。62年「フランス絶対王制の史的構造」で名大法学博士。1986年定年退官、名誉教授、朝日大学教授。1998年、勲二等瑞宝章受章。

## 著書
- 『ロスチャイルド家 世界を動かした金融王国』誠文堂新光社、1960. 歴史の人間像
- 『フランス絶対王制の構造』未来社、1963.
- 『フランス政治史』未来社、1975-76.
- 『騎士と妖精 ブルターニュにケルト文明を訪ねて』音楽之友社、1984.3. 音楽選書

## 共著編
- 『現代フランスの国家と政治 西欧デモクラシーのパラドックス』編. 1987.4. 有斐閣選書
- 『現代西ヨーロッパ政治史』山口定、河合秀和共著 1990.10. 有斐閣ブックス

## 翻訳
- 『資本主義発達の諸段階』ピレンヌ 大塚久雄共訳. 未来社、1955. 社会科学ゼミナール

## 参考
- 「中木康夫教授略歴・主要研究業績」『名古屋大学法政論集』1986-03